# Шмальцероде
Шмальцероде (нем. Schmalzerode) — деревня в Германии, в земле Саксония-Анхальт, входит в район Мансфельд-Зюдгарц в составе городского округа Лютерштадт-Айслебен.
Население составляет 288 человек (на 31 декабря 2007 года). Занимает площадь 1,25 км².

## История
1 января 2009 года, после проведённых реформ, Шмальцероде вошла в состав городского округа Лютерштадт-Айслебен в качестве района.

## Примечания

Шмальцероде на карте городского округа